# José Isaac Pilati
José Isaac Pilati (Passo Fundo, 16 de outubro de 1948) é um advogado e professor universitário brasileiro. 

## Biografia
Natural de Passo Fundo, migrou na infância a Santa Catarina, quando, em 1951, sua família integra uma das primeiras levas colonizatórias do município de Maravilha. Graduou-se em Direito pela Universidade Federal do Paraná, em 1969, e obteve os títulos de mestre (1989) e doutor (1995) pela UFSC.
Tornou-se professor titular da Faculdade de Direito da UFSC, onde se especializou em Direito das coisas e Direito romano. Foi Diretor do Centro de Ciências Jurídicas da UFSC de 2019 a 2023.
É membro do Instituto dos Advogados de Santa Catarina, fundado em 1º de novembro de 1931, tendo recebido a Comenda Conselheiro Mafra, maior honraria do Instituto, em 27/11/2017. 
Atuou como juiz do Tribunal Regional Eleitoral de Santa Catarina entre 2005 e 2007.
Pilati presidiu a Academia Desterrense de Letras, a Academia de Letras de Palhoça, a Fundação José Arthur Boiteux, e atualmente preside a Academia Catarinense de Letras Jurídicas - ACALEJ, ocupando a Cadeira 2, Patrono José Arthur Boiteux. É membro da Academia Catarinense de Letras como ocupante da Cadeira 14, cujo patrono é o jornalista Gustavo de Lacerda, além da Academia Catarinense de Filosofia, da Academia Sul Brasileira de Letras e da Academia Desterrense de Literatura.

## Distinções
- Comenda da Ordem do Mérito Judiciário (2007) - Tribunal de Justiça de Santa Catarina[7]
- Académico Correspondiente Extranjero (2010) - La Academia Boliviana de la Historia
- Medalha João Davi Ferreira Lima (2014) - Câmara Municipal de Florianópolis[8]
- Título de Cidadão Iraniense (2015) - Câmara Municipal de Florianópolis[9]
- Comenda Conselheiro Manoel da Silva Mafra (2017) - Instituto dos Advogados de Santa Catarina[10]
- Comenda Manoel Joaquim de Almeida Coelho (2022) - Instituto Histórico e Geográfico de Santa Catarina (IHGSC)[1]

## Ligações Externas
- Currículo Lattes
- Academia Catarinense de Letras